# Джукуни
Джуку́ни (джукун, квана, коророфа, кварарафа) — народ мовної підгрупи бенуе-конго на південному сході Ніґерії і частково на північному заході Камеруну (Західна Африка). 

## Територія проживання, чисельність і групи
Люди джукун проживають у нігерійських штатах Бенуе, Тараба, Нассарава і на північно-західному окраї Камеруну.
Чисельність джукунів у Нігерії становить бл. 200 тис. чол., а в Камеруні — понад 50 тис. чол., тобто загалом бл. 250 тис. чол. (за оцінками на поч. 1990-х рр.).
Джукуни поділяються на такі племена: алаґо, аґату, рендере, ґумаї, шендам, кварарафа, туссле та ін.. 
Традиційним є поділ джукунів на дві великі групи: джукун бану (jukun banu) і джукун вапа (jukun wapa).

## Мова і релігія
Мова (мови) джукунів належить до мовної підгрупи бенуе-конго нігеро-конголезької групи конго-кордофанської мовної родини.
Писемність — на основі латинки.
У джукун поширений білінгвізм — як друга мова хауса.
Джукун сповідують традиційні культи; частина є мусульманами.

## Історія і господарство
Етногенетичні легенди самих джукунів свідчать про переселення народу за давнини з північного сходу.
В період XIV — XIX ст.ст. джукуни ставорили раньодержавне формування Коророфа.
Основне традиційне заняття екої — ручне підсічно-вогневе землеробство (ямс, просо, сорго, кокоямс, арахіс). Збиральництво носить підсобний характер, а скотарство утруднене через муху цеце. 
Серед ремесел значного розвитку набуло гончарство.

## Матеріальна і духовна культура
Тип поселень джукунів — розсіяний. Житло — кругла за плануванням обмазана глиною хатина з жердин і трави, з конічним дахом, переважно з трави, що звичає над стінами. Поширення набуває хаусанський тип житла — прямокутна глинобитна хатина.
За одяг джукунам традиційно правив відріз матерії, обернутий навколо талії, що у ХХ ст. поступився європеїзованому одягу . 
Основу раціону складає продукція землеробства. 
У джукунів зберігаються традиційні культура, звичаї і обряди, фольклор.